# Braathens SAFE Voo 139
Braathens SAFE Flight 139 foi um sequestro de aeronave que ocorreu na Noruega em 21 de junho de 1985. O incidente ocorreu em um Boeing 737-205 pertencente à Braathens SAFE que estava em um voo doméstico programado do Aeroporto de Trondheim, Værnes para o Aeroporto de Oslo, Fornebu. O sequestrador foi Stein Arvid Huseby, que estava bêbado durante a maior parte do incidente. Foi o primeiro sequestro de avião a ocorrer na Noruega; Não houve mortes e nem feridos. Huseby foi condenado a três anos de prisão e cinco anos de detenção.
Armado com uma arma de ar, Huseby ameaçou um comissário de bordo e disse ao capitão para prosseguir como planejado para Fornebu. Ele alegou (falsamente) ter colocado explosivos a bordo. Suas exigências eram fazer uma declaração política e conversar com o primeiro-ministro Kåre Willoch e a ministra da Justiça, Mona Røkke. O avião pousou às 15h30 em Fornebu e foi cercado pela polícia. Depois de uma hora, Huseby libertou 70 reféns em troca de que a aeronave se aproximasse do prédio do terminal. Trinta minutos depois, Huseby liberou os passageiros restantes. Ele bebeu durante todo o incidente e, às 17h30, depois de consumir o suprimento de cerveja do avião, entregou sua arma em troca de mais cerveja. O avião foi imediatamente invadido e Huseby preso.